# Thalamita spinifera
Thalamita spinifera är en kräftdjursart som beskrevs av Lancelot Alexander Borradaile 1903. Thalamita spinifera ingår i släktet Thalamita och familjen simkrabbor. Inga underarter finns listade i Catalogue of Life.